# جون كاميرون (لاعب كريكت جامايكي)
جون كاميرون (8 أبريل 1914 بكينغستون في جامايكا - 13 فبراير 2000 في المملكة المتحدة) (بالإنجليزية: John Cameron) هو لاعب كريكت جامايكي. شارك مع منتخب الهند الغربية للكريكت ومنتخب جامايكا الوطني للكريكت. أما مع النوادي، فقد لعب مع نادي مقاطعة سومرست للكريكت ‏ ونادي جامعة كامبريدج للكريكيت ‏.

## وصلات خارجية
- جون كاميرون على موقع إي آس بي آن كريك إنفو (الإنجليزية)